# フルグラ

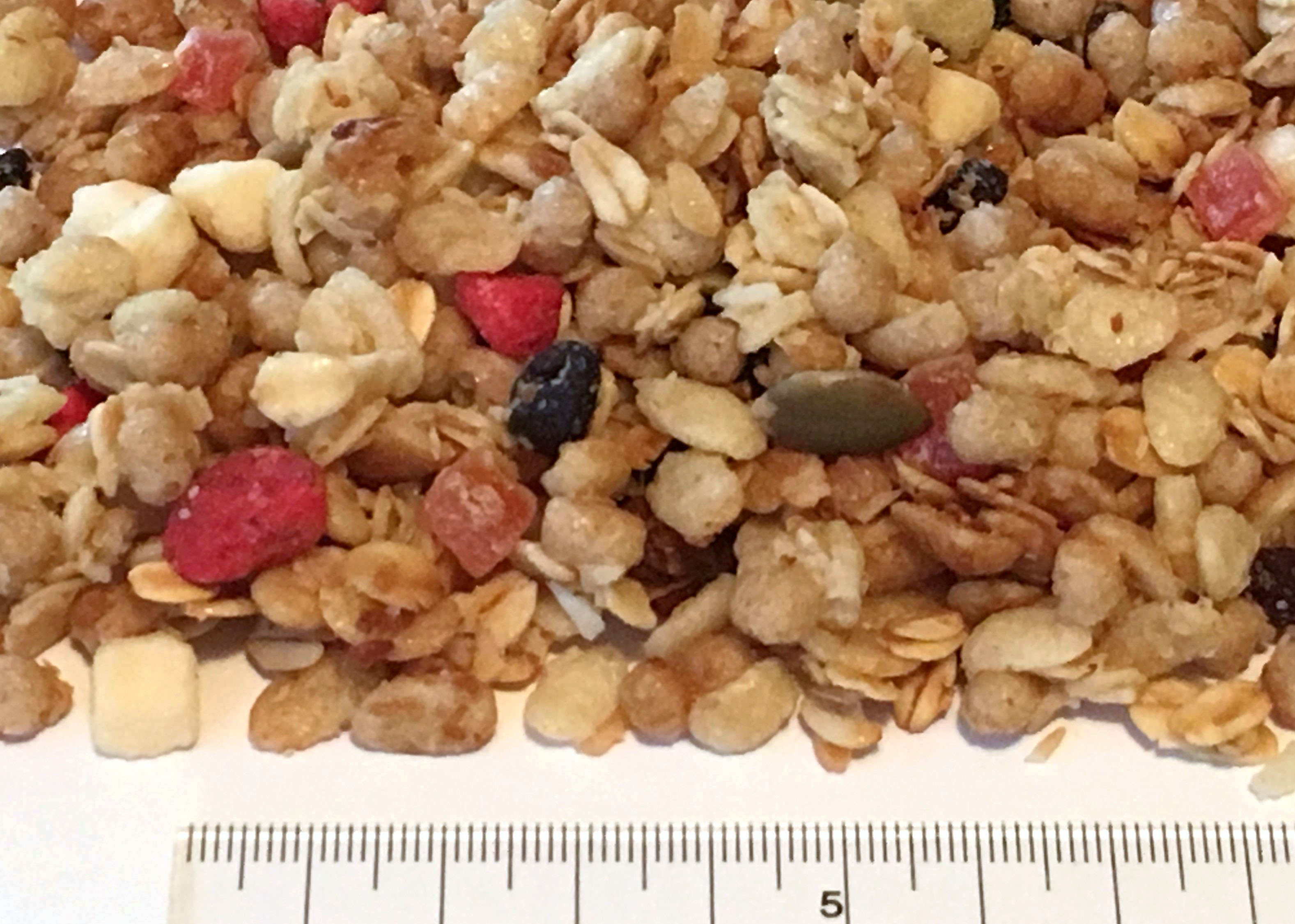

フルーツグラノーラは、カルビー株式会社が1991年（平成3年）から製造・販売しているオーツ麦、ライ麦などの穀物を主原料とした朝食グラノーラ（シリアル）で、同社の登録商標（第4788975号ほか）である。
オーツ麦、ライ麦などの穀物にシロップを混ぜ合わせて焼き上げたものに、ドライフルーツを加えて混ぜ、袋に入れて販売されている。
商品の戦略マーケティングが成功したこともあり、シリアルブランドでは売上1位になっている。

## 概要
ザクザクとした食感で、簡単に食べられて時間短縮になり、ヘルシーで栄養がとれることから、主に朝食に用いられる。
1988年（昭和63年）にカルビー株式会社がシリアル食品市場に参入、シリアル『カルビー グラノーラ』として販売、1991年（平成3年）にドライフルーツを入れた『フルーツグラノーラ』が販売され、2004年からカルビー子会社のオイシア株式会社がシリアル業務を行い、発売20周年の2011年（平成23年）に、以前から社内外で呼ばれていた愛称の『フルグラ』に商品名称を変更し、カルビーの主力商品になっている。機能性表示食品としても展開。
2020年から福原遥がイメージキャラクターをつとめている。
同品は2021年に30周年をむかえ、30周年中期戦略を発表している。
フルグラには定番品、季節限定品、企画品という3種類のカテゴリが存在し、うち定番品には基本となる「フルグラ」、子ども向けのチョコバナナ味、そして健康が気になる人向けの「糖質オフ」などが該当する。季節限定品は、定番品の補完するためのものであり、メープル（秋季限定）といった季節限定品が該当する。企画品は数量・期間限定で販売する製品群であり、2024年にセイカ食品とのコラボレーションとして発売された「フルグラ 南国白くま風味」などが該当する。

## 製造工程
1. オーツ麦、ライ麦粉、玄米粉、米粉、小麦ふすま、小麦粉、コーンフラワー、アーモンド、ココナッツを細かくしたものに、シロップを混ぜ合わせる。
2. 機械にかけて、生地を平たく延ばして1枚のシート状にする。
3. オーブンでシート状のまま焼き上げ、それを砕く。
4. ドライフルーツ（イチゴ、リンゴ、パパイヤ、レーズン）や、かぼちゃの種などを加えて混ぜる。
5. そして包装して出荷する。